# Drum Workshop
Drum Workshop (även känt som DW drums eller bara DW) är ett företag, grundat 1972, som tillverkar trummor och hårdvara och är baserat i Oxnard, Kalifornien. Deras slogan är "The Drummer's Choice"